# Canon 102/35 Model 1914
Pour les articles homonymes, voir Canon de 102 mm.
Le Canon 102/35 Model 1914 était un canon naval de la Marine royale italienne (Regia Marina) pendant la Première et la Seconde Guerre mondiale, qui a été modifié pour les rôles de l'antiaérien basé à terre, de l'artillerie de campagne, du canon ferroviaire et de l'artillerie côtière.

## Histoire
Le Canon 102/35 modèle 1914 était une variante sous licence d'un modèle britannique de la société Schneider. Ces canons avaient une élévation et une traverse manuelles, étaient équipés de mécanismes de bloc de culasse coulissant vertical ou horizontal semi-automatique et utilisaient des munitions fixes à tir rapide. La version navale était produite en quatre modèles différents, fabriqués par Ansaldo ou Vickers et était montée sur trois types de supports différents.
102/35 variantes :
- Modèle Schneider 1914 - Monture sur socle unique, traverse et élévation à gauche et culasse semi-automatique.
- Schneider-Ansaldo Modèle 1914 - Monture à un seul socle, traversée et élévation à droite et culasse semi-automatique.
- Schneider-Ansaldo-Vickers Modèle 1914-1915 - Monture simple, pivot central, culasse semi-automatique, avec élévation portée à 80°.
- Vickers-Terni Modèle 1915 - Double usage, monture simple, avec culasse semi-automatique.

### Usage naval
Le 102/35 a armé de nombreuses classes de destroyers de la Marine royale italienne produits pendant et immédiatement après la Première Guerre mondiale, ainsi que certaines classes de sous-marins. Dès la Première Guerre mondiale, le Canon 102/35 était en train d'être remplacé par le 102/45 ou le 120/45, mais le 102/35 a continué à jouer différents rôles dans la marine et l'armée de terre jusqu'à la Seconde Guerre mondiale.
Les classes de navires qui ont porté le 102/35 comprennent :
- Classe Allesandro Poerio[7]
- Classe Andrea Bafile[8]
- Classe Argonauta[9]
- Classe Bandiera[10]
- Classe Bragadin[11]
- Classe Giuseppe Sirtori[12]
- Classe Indomito[13]
- Classe Mameli[14]
- Classe Mirabello[15]
- Classe Rosolino Pilo[16]
- Classe Settembrini[17]
- Classe Squalo[18]
- Classe Vettor Pisani[19]

### Première Guerre mondiale - Usage terrestre
Avant l'entrée de l'Italie dans la Première Guerre mondiale en 1915, Ansaldo a proposé de fournir à l'Armée royale italienne quarante-sept canons 102/35 destinés à l'origine à être installés sur des destroyers. Ceux-ci étaient équipés de grands boucliers et montés sur des châssis de camions SPA 9000 et étaient connus sous le nom de "102/35 sur SPA 9000". L'armée avait un besoin urgent d'artillerie de campagne lourde mobile et ce furent les premières pièces d'artillerie de campagne montées sur camion de l'armée italienne. Le nombre total de canons produits était de 99-105 et ces canons ont armé seize batteries mobiles pendant la Première Guerre mondiale. Ces batteries se sont avérées efficaces dans les opérations contre les forces austro-hongroises, mais en 1919, les canons ont été retirés des camions et on pense qu'ils ont été rendus à la marine.

### Seconde Guerre mondiale - Usage terrestre
Lorsque l'Italie est entrée dans la Seconde Guerre mondiale en 1940, on estimait que cent dix canons 102/35 étaient encore en service. Six d'entre eux étaient montés sur un train blindé de la marine, qui comportait deux wagons armés chacun de trois canons. D'autres étaient montés sur des supports anti-aériens ou utilisés comme artillerie côtière. En 1941, l'usine Fiat de Tripoli en a monté sept sur des camions et ils ont été appelés "102/35 su Fiat 634N". Les canons provenaient des défenses autour de Tripoli et ceux-ci établissaient les 1ère et 6ème batteries mobiles, habitées par des hommes de l'artillerie de la milice maritime. Les canons 102/35 étaient utilisés comme canons anti-aériens, canons antichars et comme artillerie de campagne. La 1ère batterie mobile était affectée à la 132e division blindée Ariete, tandis que la 6e batterie mobile était affectée à la 102e division motorisée Trento.
Quelques canons ont également été utilisés par la Roumanie, formant une batterie anti-aérienne près du port de Constanța. La batterie a participé au raid sur Constanța, la principale bataille navale en mer Noire pendant la guerre, en réussissant à abattre six avions soviétiques.

## Galerie photo

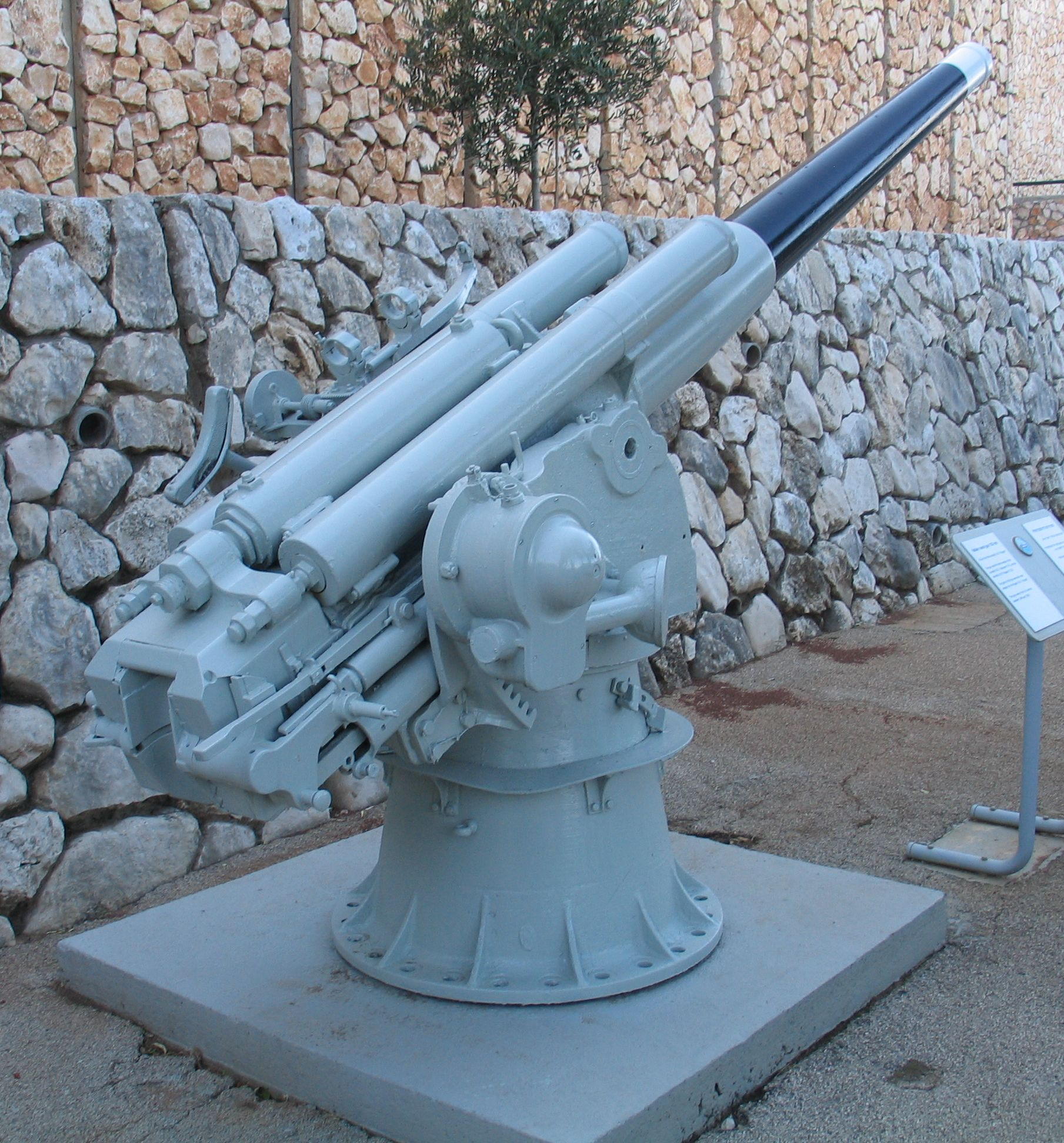
Canon de 102/35 sur support à pivot central
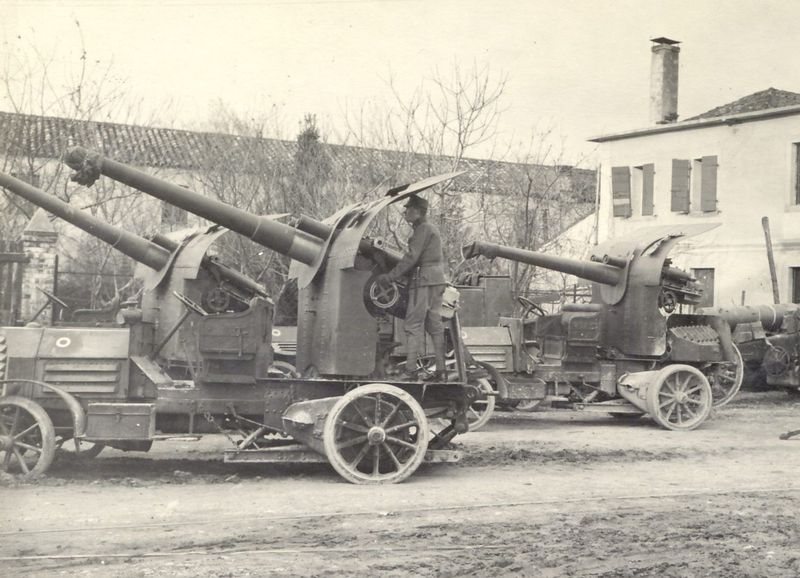
Canon de 102/35 sur un SPA 9000 capturé par les Autrichiens pendant la Première Guerre mondiale
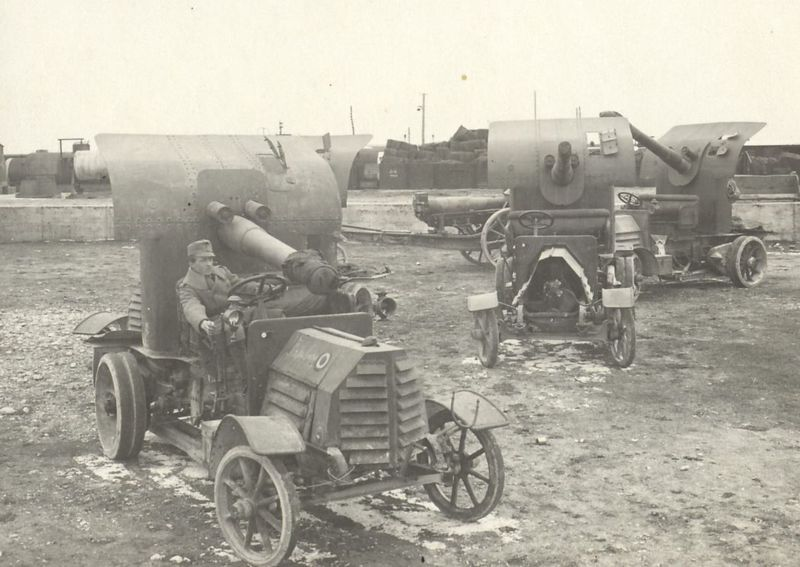
Canon de 102/35 sur un SPA 9000 capturé par les Autrichiens pendant la Première Guerre mondiale